# País de Nod
El País de Nod és el nom d'una terra a l'est de l'Edèn on s'establí Caín després de matar el seu germà Abel segons el Gènesi (capítol 4, verset 16). El mot "Nod" significa "vagar." És on amb la seva dona va tenir Hanoc i hi va fundar una ciutat amb el mateix nom.